# Ahmed Belal
Ahmed Farag Mohamed Belal (in arabo أحمد بلال‎?; Sharqiyya, 20 agosto 1980) è un ex calciatore egiziano, di ruolo attaccante.

## Palmarès

### Club

#### Competizioni nazionali
- Campionato egiziano: 6

Al-Ahly: 1999-2000, 2004-2005, 2006-2007, 2007-2008, 2008-2009, 2009-2010
- Coppa d'Egitto: 3

Al-Ahly: 2001, 2003, 2007
- Supercoppa d'Egitto: 2

Al-Ahly: 2003, 2008

#### Competizioni internazionali
- CAF Champions League: 2

Al-Ahly: 2001, 2008
- Supercoppa CAF: 3

Al-Ahly: 2002, 2007, 2009

### Individuale
- Capocannoniere del campionato egiziano: 1

2002-2003 (19 gol)